# 安田吉三郎
安田 吉三郎（やすだ きちさぶろう、1930年 -2023 ）は日本の牧師。新改訳聖書のヘブル人への手紙を翻訳する。

## 経歴
- 兵庫県出身。関西学院大学文学部、神戸改革派神学校、ウェストミンスター神学校旧約学修士課程修了。日本基督改革派教会引退牧師。

## 著書
- 「ヨブ記」「エレミヤ書」「哀歌」「ヘブル人への手紙」『新聖書注解』、いのちのことば社、
- 『ローマ人への手紙』（新聖書講解シリーズ）、いのちのことば社